# 半田百合子
半田百合子（1940年3月31日—），生于栃木县，是一名日本前女子排球运动员。她在1964年夏季奥林匹克运动会中，参加了女子排球比赛并获得金牌。她也参加1962年世界女子排球锦标赛。